# Wiktor Domuchowski
Wiktor Domuchowski (gruz. ვიქტორ დომუხოვსკი, ur. 4 lutego 1948 w Kutaisi, zm. 24 maja 2013 w Warszawie) – gruziński fizyk, działacz polityczny i społeczny pochodzenia polskiego, emigrant polityczny.

## Życiorys
Jego ojciec, Piotr Domuchowski pochodził z guberni smoleńskiej, dokąd jego przodkowie zostali zesłani po insurekcji kościuszkowskiej. W czasie wojny niemiecko-radzieckiej w 1942 został ranny i trafił do szpitala w Gruzji, gdzie następnie osiadł i założył rodzinę.
Wiktor Domuchowski w 1971 ukończył studia na Uniwersytecie im. Iwane Dżawachiszwili w Tbilisi. Po ukończeniu studiów przez dwa lata służył w jednostkach Armii Radzieckiej w NRD. Od 1973 do 1990 pracował w Instytucie Hutnictwa Akademii Nauk Gruzińskiej SRR.
Pod koniec lat 80. zaangażował się w działalność na rzecz niepodległości Gruzji. 28 października 1990 został wybrany na deputowanego Rady Najwyższej Gruzji z ramienia Związku Narodowo-Liberalnego. Pełnił funkcję przewodniczącego Komisji ds. Praw Człowieka. Był sygnatariuszem Deklaracji Odrodzenia Niepodległości z 9 kwietnia 1991. Należał do zwolenników i współpracowników pierwszego prezydenta niepodległej Gruzji Zwiada Gamsachurdii.
Pod koniec grudnia 1991 doszło do walk między przeciwnikami i zwolennikami Gamsachurdii. Parlament został rozwiązany, a Domuchowski był zmuszony do ucieczki z kraju. Od 1992 przebywał w Czeczenii, a następnie w Azerbejdżanie, gdzie pełnił funkcję przedstawiciela władz emigracyjnych. W Baku mieszkał razem z rodziną. 6 kwietnia 1993 został uprowadzony przez gruzińskie służby specjalne. Był przetrzymywany w areszcie w Tbilisi, gdzie poddawano go brutalnym przesłuchaniom. Postawiano mu m.in. zarzuty zorganizowania zamachu terrorystycznego oraz dowodzenia grupą zbrojną. 7 marca 1995 skazano go na 14 lat kolonii karnej.
W 1996 jego żona, Rusudan Kikalejszwili, wraz z dwoma synami wyjechała do Polski, gdzie złożyła wniosek o nadanie statusu uchodźcy. Sprawą męża zainteresowała opinię publiczną, m.in. Helsińską Fundację Praw Człowieka oraz ministra spraw zagranicznych Bronisława Geremka. 23 listopada 1998 w czasie wizyty w Tbilisi Geremek spotkał się z prezydentem Gruzji Eduardem Szewardnadze i nakłonił go do zwolnienia Domuchowskiego z więzienia. 1 grudnia 1998 Domuchowski został sprowadzony do Warszawy.
W Polsce Wiktor Domuchowski otrzymał status uchodźcy. Pracował w Instytucie Fizyki PAN w Oddziale Fizyki Półprzewodników. Angażował się w działania gruzińskiej społeczności w Polsce. Zmarł 24 maja 2013 w Warszawie na atak serca.